# Орешное (Красноярский край)
Орешное—поселок в Манском районе Красноярского края , административный центр Орешенского сельсовета.

## География
Находится в южной части района в примерно  в  47 километрах по прямой на юг от районного центра села Шалинское.

## Климат
Климат резко континентальный с холодной, продолжительной зимой и коротким жарким летом. Средние температуры июля и августа не опускаются ниже 17,6 °С. Периоды с температурой выше 0 и 10 °С имеют продолжительность, соответственно 183 и 103 дня. Длительность безморозного периода не превышает 83 дня. Относительная влажность воздуха довольно высокая. Средняя температура января –18,2°С, июля +19,1 °С. Абсолютный минимум температур – 53 °С, максимум +36 °С. Среднее количество осадков, выпадающих с ноября по март – 85 мм, с апреля по октябрь – 369 мм. Появление устойчивого снежного покрова приходится на октябрь - ноябрь. Средняя дата образования устойчивого снежного покрова 2 ноября. Средняя высота снежного покрова за зиму 29 см..

## Население
Постоянное население составляло 506 человек в 2002 году (86% русские),  390 в 2010.

## История
Основан в конце XIX века переселенцами из Белоруссии и Украины. Долгое время в поселке базировался Баджейский леспромхоз.

## Известные уроженцы
Панов, Игорь Иванович (род. 1960) — советский и российский педагог, популяризатор науки, краевед, член Союза краеведов России. Учитель истории Медведевской средней общеобразовательной школы № 2 (с 1988), организатор и руководитель археологического музея на базе Медведевской средней общеобразовательной школы № 3 Республики Марий Эл (2003). Заслуженный учитель Российской Федерации, отличник народного просвещения Российской Федерации.